# Borowe (Silésie)
Pour les articles homonymes, voir Borowe.
Borowe (prononciation : [bɔˈrɔvɛ]) est une localité polonaise de la gmina de Wręczyca Wielka, située dans le powiat de Kłobuck en voïvodie de Silésie.